# Nýtek
Nýtek (deutsch Scheibenhof) ist ein Weiler im Ortsteil Prostřední Dvůr der Stadt Vítkov in Tschechien. Er liegt vier Kilometer nordöstlich von Vítkov und gehört zum Okres Opava.

## Geographie
Nýtek befindet sich gegenüber der Burgruine Vikštejn auf einer bewaldeten Terrasse (Scheibe) rechtsseitig über dem Annatal der Moravice (Mohra) in der Vítkovská vrchovina (Wigstadtler Berge). Östlich der Ansiedlung liegt das Tal eines namenlosen Waldbaches. Im Südwesten erhebt sich der U Vodojemu (516 m n.m.). Nýtek liegt im Naturpark Moravice.
Nachbarorte sind Annino údolí und Radkov im Norden, Jelenice im Osten, Veselka im Südosten, Prostřední Dvůr im Süden, Horní Ves im Südwesten, Podhradí im Westen sowie Dubová im Nordwesten.

## Geschichte
Zum Ende des 18. Jahrhunderts ließ die Herrschaft Wigstadtl einen Teil der Fluren des Scheibenhofes parzellieren. Die erste schriftliche Erwähnung der an Stelle des herrschaftlichen Waldgutes entstandenen Siedlung erfolgte 1781 als Scheibendorf. Im Jahre 1801 kaufte die Wigstadtler Bürgerschaft die Kolonie Scheibenhof von Emanuel von Zawisch-Ossenitz.
Im Jahre 1834 bestand die Kolonie Scheibenhof aus 6 Häusern, in denen 32 deutschsprachige Personen lebten. Haupterwerbsquellen bildeten der Ackerbau und die Leinweberei. Pfarr- und Schulort war Wigstadtel. Bis zur Mitte des 19. Jahrhunderts blieb Scheibenhof der Minderherrschaft Wigstadtel untertänig.
Nach der Aufhebung der Patrimonialherrschaften gehörte die Kolonie Scheibenhof / Šajbov ab 1849 zur Gemeinde Oberdorf / Horní Ves im Gerichtsbezirk Wigstadtl. Ab 1869 wurden sie Teil des Bezirks Troppau. Nach der Gründung der Tschechoslowakei wurde der tschechische Ortsname 1919 in Nýtek geändert. 1920 wurde die Kolonie zusammen mit Wigstadtl Oberdorf (Vítkov Horní Ves) nach Wigstadtl eingemeindet.
Beim Zensus von 1921 lebten in den 12 Häusern von Scheibenhof / Nýtek 50 Personen, darunter 39 Deutsche und 2 Tschechen. Nach dem Münchner Abkommen wurde Scheibenhof 1938 dem Deutschen Reich zugesprochen und gehörte bis 1945 zum Landkreis Troppau. Nach dem Ende des Zweiten Weltkrieges 1945 kam Nýtek zur Tschechoslowakei zurück, die meisten der deutschsprachigen Bewohner wurden vertrieben. 1949 wurde Nýtek dem neu gebildeten Okres Vítkov zugeordnet, der bei der Gebietsreform von 1960 wieder aufgehoben wurde. Ab 1961 erhielt Nýtek den Status eines Ortsteils. Zum 1. Juli 1975 erfolgte die Vereinigung der Ortsteile Prostřední Dvůr, Nýtek und Veselka zu einem Ortsteil Prostřední Dvůr.

## Ortsgliederung
Der Weiler Nýtek gehört zum Ortsteil Prostřední Dvůr.
Nýtek ist Teil des Katastralbezirkes Vítkov.

## Sehenswürdigkeiten
- Steinernes Kreuz aus weißem schlesischem Marmor mit der Inschrift Gelobt sei Jesus Kristus, der Sockel trägt die Jahreszahl 1922, vor dem Eingang des ehemaligen Hofes[4]
- Burgruine Vikštejn
- Annatal der Moravice (Mohra) mit zahlreichen Flussschleifen